# Emperador Xuanzong de Tang
L'Emperador Xuanzong de Tang (8 de setembre de 685, Louyang - 3 de maig de 762, Chang'an) també conegut habitualment com a Emperador Ming de Tang (xinès: 唐明皇), nom personal Li Longji (xinès: 李隆基), conegut com a Wu Longji (xinès: 武隆基), va ser el sisè emperador de la dinastia Tang de la Xina (712-756), la qual durant el seu regnat va aconseguir la seva major prosperitat i resplendor cultural.
Xuanzong va reformar la burocràcia, va augmentar els ingressos fiscals mitjançant un nou registre de la població, va millorar el sistema de transport i va establir una força militar permanent al llarg de les fronteres nord de la Xina.
Cap al final de la seva regència, es va retirar cada vegada més del govern i es va posar sota la influència dels seus consorts, inclosa la bella Yang Guifei. La rebel·lió d'An Lushan dels anys 755 i 756 el va forçar a fugir de la capital Chang'an (ara Xi'an) i va abdicar.